# Mediocampo
Mediocampo es un disco de Jaime Roos editado en el año 1984 por el sello Orfeo. Fue grabado en LA Batuta, Palacio Salvo (Montevideo) entre abril y agosto de 1984. En este disco aparecen algunos de las canciones clásicas de Jaime Roos, como Durazno y Convención o Los futuros murguistas. El disco fue reeditado en CD en dos ocasiones: en 2000 por EMI junto a Siempre son las 4 y en 2015 por Bizarro Records.

## Estilo musical
Se trata de un disco con variadas formas musicales. Se va desde el candombe al rock, a la murga, a la balada romántica, al pop, y hacia la experimentación musical. En Durazno y Convención comienza con una parte con aires de candombe beat y prosigue con una segunda parte, cantada por Jorge Vallejo, con aires más tropicales. En Tal vez Cheché se nota una influencia directa del punk, que influencia directamente el ritmo del candombe en cuanto a agresividad y actitud. En Los futuros murguistas se despliega el lado murguero con la participación de la murga Falta y Resto. Nunca fuiste al cine significó un encuentro de parte de muchos adolescentes afines al rock con la música de Jaime Roos. El aire a The Police, la letra y el recordado solo de José Pedro Beledo, fueron los responsables de que esto sucediera. Por último, el disco contiene canciones complejas o experimentales como Pirucho y Victoria Abaracón.

## Edición y significado
Fue originalmente editado de forma simultánea como disco de vinilo y como casete. Posteriormente fue reeditado como CD en el año 2000 por EMI/Orfeo. Esta reedición también contiene el cuarto álbum del artista, Siempre son las 4.
Tanto en la tapa como en la contratapa del disco aparece Jaime Roos con una camiseta de Fénix. Esto se debe a razones artísticas, según el mismo Jaime aclara en el disco, ya que él es hincha de Defensor. La razón de la elección de dicha camiseta puede verse como un simbolismo del «renacer de las cenizas» que acontecía tanto a nivel personal como colectivo. Por un lado, Roos retornaba de forma definitiva a Montevideo. Por otro lado, se vivía un aire de apertura en el país, que venía de transitar por una dictadura cívico-militar. Este álbum significó además una puerta de entrada y de conexión con el rock que tendía lazos con el público acostumbrado al pop anglosajón.

## Invitados
Acompañan a Roos en el álbum los músicos: Jorge Galemire (guitarra), Gustavo Etchenique (batería), Alberto Magnone (piano, teclados), Andrés Recagno (bajo, coros), Estela Magnone (piano, teclados, coros), el grupo Travesía (formado por Flavia Ripa, Estela Magnone y Mariana Ingold), José Pedro Beledo (guitarra), Eduardo Mateo (voz en Victoria Abaracón), Laura Canoura (voz en Si piensas en mí), Hugo Fattoruso (tecla solista en Tal vez Cheché), la murga Falta y Resto (en Los futuros murguistas'), Washington "Canario" Luna, entre otros.

## Versiones
La canción Una vez más fue versionada por Trotsky Vengarán en su álbum Durmiendo afuera (que fuera producido justamente por Jaime Roos).

## Lista de temas
| N.º | Título                   | Escritor(es)                           | Duración |  |
| 1.  | «Durazno y Convención»   | Jaime Roos                             | 04:28    |  |
| 2.  | «Victoria Abaracón»      | Jaime Roos                             | 02:30    |  |
| 3.  | «Luces en el Calabró»    | Jaime Roos                             | 04:02    |  |
| 4.  | «Si piensas en mi»       | Jaime Roos                             | 03:59    |  |
| 5.  | «Tal vez Cheché»         | Jaime Roos                             | 02:38    |  |
| 6.  | «Los futuros murguistas» | Jaime Roos                             | 02:04    |  |
| 7.  | «Nunca fuiste al cine»   | Jaime Roos                             | 03:01    |  |
| 8.  | «Una vez más»            | Jaime Roos                             | 05:40    |  |
| 9.  | «Pirucho»                | Homero Diano/Jaime Roos/Hugo Fattoruso | 07:04    |  |